# Шолга
Шолга́ (рос. Шолга) — присілок у складі Підосиновського району Кіровської області, Росія. Входить до складу Демьяновського міського поселення.
Населення становить 122 особи (2010, 263 у 2002).
Національний склад станом на 2002 рік — росіяни 95 %.